# Triunghiul lui Hosoya
În matematică triunghiul lui Hosoya (inițial triunghiul lui Fibonacci) este un tablou triunghiular de numere Fibonacci asemănător cu triunghiul lui Pascal. Fiecare număr este suma celor două numere situate mai sus, fie pe diagonala stângă, fie pe cea dreaptă.

## Denumirea
Numele de „triunghiul lui Fibonacci” a fost folosit și pentru triunghiuri compuse din numere Fibonacci sau numere înrudite sau triunghiuri cu numere Fibonacci pe laturi și numere întregi în rest, prin urmare denumirea este ambiguă.

## Recurență
Numerele din triunghi satisfac relațiile de recurență
{\displaystyle H(0,0)=H(1,0)=H(1,1)=H(2,1)=1}
și
{\displaystyle {\begin{aligned}H(n,j)&=H(n-1,j)+H(n-2,j)\\&=H(n-1,j-1)+H(n-2,j-2).\end{aligned}}}

## Relația cu numerele lui Fibonacci
Intrările din triunghi satisfac identitatea
{\displaystyle H(n,i)=F(i+1)\cdot F(n-i+1)}
Astfel, cele două diagonale exterioare sunt numerele Fibonacci, în timp ce numerele de pe coloana verticală din mijloc sunt pătratele numerelor Fibonacci. Toate celelalte numere din triunghi sunt produsul a două numere Fibonacci diferite mai mari decât 1. Sumele pe rânduri sunt prima generalizare, numere Fibonacci convolute.